# Can’t Slow Down (Foreigner-Album)
Can’t Slow Down ist das neunte Studioalbum der US-amerikanisch-britischen Rockband Foreigner, das im September 2009 erschien.

## Entstehung und Veröffentlichung
Die Erstveröffentlichung von Can’t Slow Down erfolgte am 29. September 2009 bei Rhino Records. Das Album erschien in seiner Originalausführung als CD und Download mit 13 Titeln (Katalognummer: 0202672EREP). Am gleichen Tag erschien eine Deluxeausführung mit dem Bonusalbum The Remixes sowie dem Videoalbum Live and More (Katalognummer: R2 521324). Im Februar 2010 erschienen eine weitere Ausführung mit dem Bonusalbum Greatest Hits Live sowie dem Videoalbum (Katalognummer: Edel 0202678ERE).
Geschrieben wurden die Lieder überwiegend von Marti Frederiksen und den beiden Foreigner-Mitgliedern Mick Jones und Kelly Hansen. Frederiksen und Jones zeichneten darüber hinaus auch für die Produktion aller Lieder verantwortlich. Das Album wurde in den Studios The Benjamin Hotel, New York City (New York) sowie Puppy Studio, Burbank (Kalifornien) aufgenommen. Es ist das erste und einzige Album mit Sänger Kelly Hansen, der seit 2005 zur Gruppe gehört und Bassist Jeff Pilson.

## Titelliste

### CD 1: The Album
1. Can’t Slow Down – 3:28 (Marti Frederiksen, Kelly Hansen, Mick Jones)
2. In Pieces – 3:53 (Frederiksen, Hansen, Jones)
3. When It Comes to Love – 3:54 (Frederiksen, Hansen, Jones)
4. Living in a Dream – 3:43 (Frederiksen, Hansen, Jones)
5. I Can't Give Up (Jones, Hansen, Frederiksen, Steve McEwan) – 4:32
6. Ready – 3:43 (Frederiksen, Hansen, Jones)
7. Give Me a Sign – 3:52 (Frederiksen, Hansen, Jones)
8. I’ll Be Home Tonight – 4:14 (Frederiksen, Hansen, Jones)
9. Too Late (Jones, Frederiksen, Oliver Leiber, Russ Irwin) – 3:45
10. Lonely (McEwan, Frederiksen) – 3:29 (Frederiksen, Hansen, Jones)
11. As Long as I Live – 3:48 (Frederiksen, Hansen, Jones)
12. Angel Tonight – 3:32 (Frederiksen, Hansen, Jones)
13. Fool for You Anyway (Jones) – 4:04

### CD 2: The Remixes
1. Feels Like the First Time
2. Cold as Ice
3. Hot Blooded
4. Blue Morning, Blue Day
5. Double Vision
6. Dirty White Boy
7. Head Games
8. Juke Box Hero
9. Urgent
10. I Want to Know What Love Is

### DVD: Live and More
1. Double Vision
2. Head Games
3. That Was Yesterday
4. Say You Will
5. Starrider
6. Feels Like the First Time
7. Urgent
8. Juke Box Hero
9. I Want to Know What Love Is
10. Hot Blooded

## Rezension
AllMusic bewertete das Album mit 3,5 von fünf Sternen. Stephen Thomas Erlewine schrieb: „...Can’t Slow Down sounds like it could have been a hit in the late ’80s, appearing as the sequel to 1987’s Inside Information. Hansen sounds uncannily like Gramm, to the point that any casual fan could mistake him for his predecessor, and the songs are good, tight arena rock, whether they’re fist-pumping anthems like the title track and Give Me a Sign or power ballads like When It Comes to Love and As Long as I Live. Nothing here is hip or will convert skeptics, but everything here will satisfy fans who have been waiting years for new music from Foreigner.“

## Kommerzieller Erfolg

### Chartplatzierungen
| ChartsChartplatzierungen       | Höchstplatzierung | Wochen |
| ------------------------------ | ----------------- | ------ |
| Deutschland (GfK)              | 16 (8 Wo.)        | 8      |
| Österreich (Ö3)                | 58 (2 Wo.)        | 2      |
| Schweiz (IFPI)                 | 26 (2 Wo.)        | 2      |
| Vereinigte Staaten (Billboard) | 29 (8 Wo.)        | 8      |

### Auszeichnungen für Musikverkäufe
| Land/Region                  | Auszeichnungen für Musikverkäufe (Land/Region, Auszeichnung, Verkäufe) | Verkäufe |
| ---------------------------- | ---------------------------------------------------------------------- | -------- |
| Europa (IFPI)                | Silber                                                                 | 100.000  |
| Vereinigte Staaten (RIAA)    | Gold                                                                   | 500.000  |
| Vereinigtes Königreich (BPI) | Silber                                                                 | (60.000) |
| Insgesamt                    | 2× Silber · 1× Gold ·                                                  | 600.000  |